# LGM-1
Pour les articles homonymes, voir LGM.

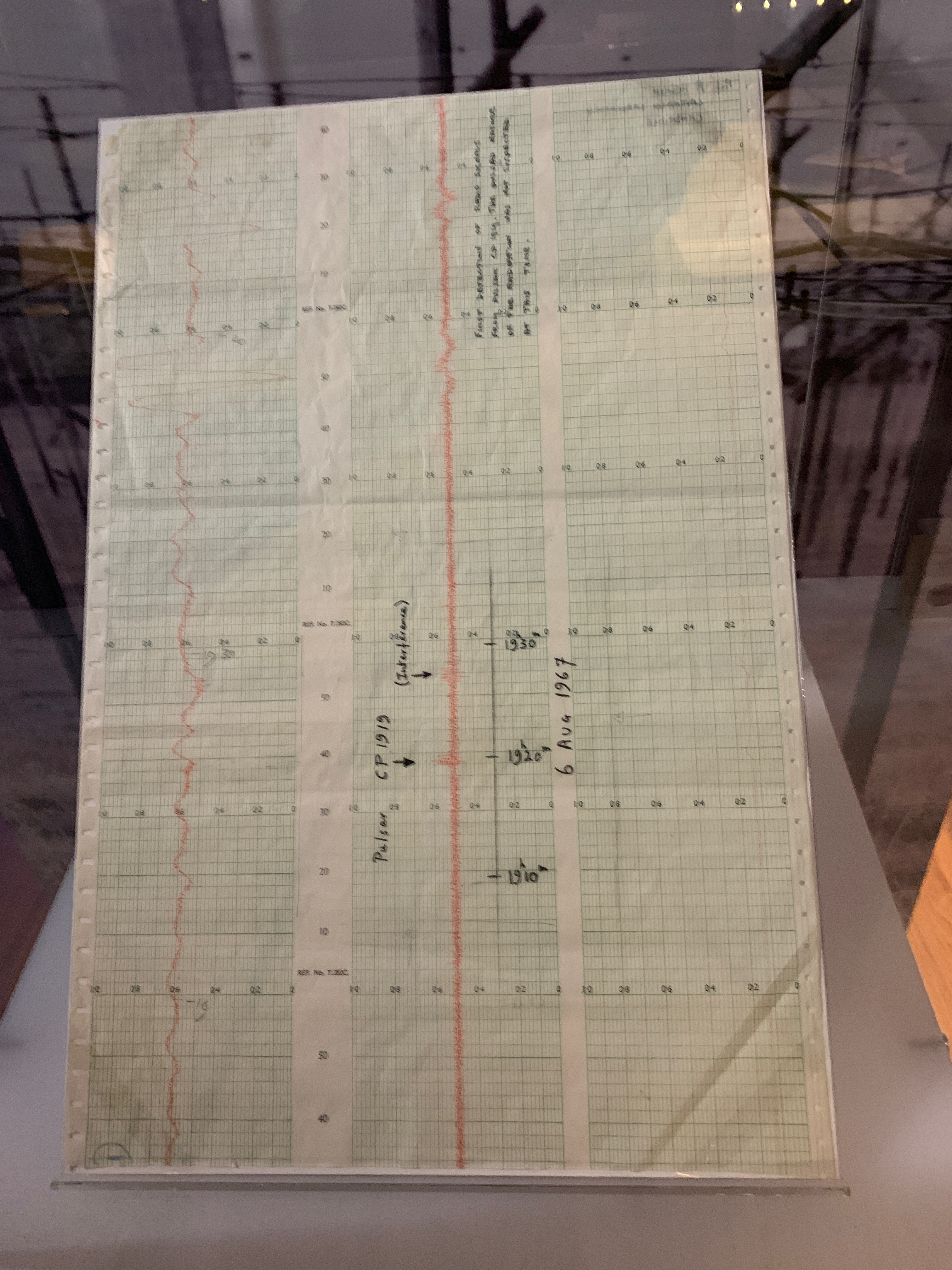
Graphique sur lequel Jocelyn Bell Burnell a reconnu pour la première fois la présence d’un pulsar (plus tard désigné PSR B1919+21), exposé à la bibliothèque de l’université de Cambridge.

LGM-1 est le nom de code donné par les radioastronomes Jocelyn Bell et Antony Hewish au premier signal effectivement identifié d'un pulsar, en 1967. À l'époque de la détection de ce signal, Bell et Hewish ignoraient quelle pouvait être la nature exacte de ce signal, dont l'extrême régularité évoquait un possible signal de nature extra-terrestre. Pour cette raison, le signal fut appelé un temps sous le nom de code de LGM-1, sigle de Little Green Men-1, (litt. « Petits hommes verts-1 »). Ce nom ne fut jamais officiellement révélé, les auteurs de la découverte craignant que l'attrait de la presse pour la possible détection d'un signal extraterrestre ne les empêche de travailler sereinement. Ce n'est qu'après avoir identifié un possible processus physique à l'origine de ce signal (pulsations d'une naine blanche ou d'une étoile à neutrons) que l'annonce de la découverte fut faite, sans mention notable à l'hypothèse extraterrestre qui avait été exclue.
À la suite de la publication de l'annonce de la découverte de ce signal dans la revue scientifique Nature en 1968, il fut par la suite rapidement établi que ce signal n'était pas issu d'une civilisation extraterrestre avancée, mais dû à la rotation rapide d'une étoile à neutrons, c'est-à-dire un pulsar qui fut dans un premier temps nommé CP 1919 puis PSR B1919+21 (voir Désignation des pulsars). Cependant, l'anecdote relative au choix du nom de code LGM-1 resta dans les mémoires.